# Waterdruppelaar

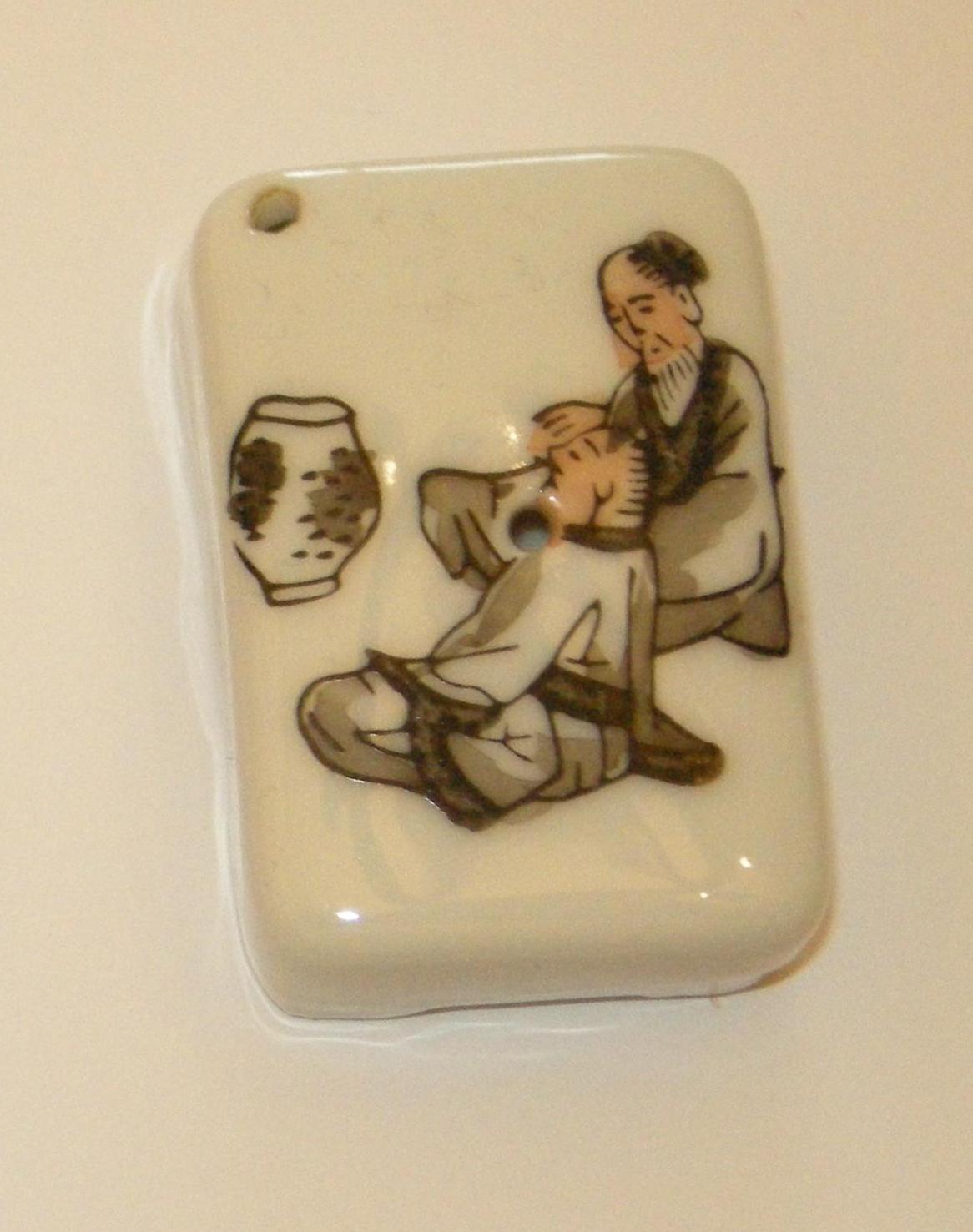
Waterdruppelaar

Een waterdruppelaar (Mandarijn Chinees: 水滴; Pinyin: [shuǐdī]; Japans: 水滴 [suiteki]) is een hulpmiddel dat wordt gebruikt in de Oost-Aziatische kalligrafie. Een waterdruppelaar is doorgaans vervaardigd uit jade, steen, keramiek of koper. Door middel van twee gaatjes, waardoor de kalligraaf de luchttoevoer kan beïnvloeden, druppelt deze een aantal druppels op het schuurvlak van een inktsteen. Door vervolgens met een inktstaaf over het schuurvlak van de inktsteen te schuren ontstaat, door de vrijgekomen deeltjes die zich mengen met het water, de kalligrafeerinkt.
| Type waterdruppelaars                                    | Hanzi / Kanji | Pinyin         | Rōmaji    |
| -------------------------------------------------------- | ------------- | -------------- | --------- |
| Waterdruppelaar met een schenktuitje en een handvat.     | 水注          | shuǐzhù        | suichū    |
| Waterdruppelaars in diverse vormen met grote opening.    | 水中丞        | shuǐzhōngchéng | suichūjō  |
| Op een kom gelijkende waterdruppelaar met grote opening. | 水盂          | shuǐyú         | suiu      |
| Waterdruppelaar in de vorm van een kikker.               | 蟾蜍          | chánchú        | hikigaeru |